# Siliana Nord (delegación)
Siliana Nord es una delegación de la gobernación de Siliana en Túnez. En abril de 2014 tenía una población censada de 28 907 habitantes.
Se encuentra ubicada al norte del país, cerca del río Meyerda y a poca distancia al suroeste de la capital del país, la ciudad de Túnez.